# 福島復興再生総局

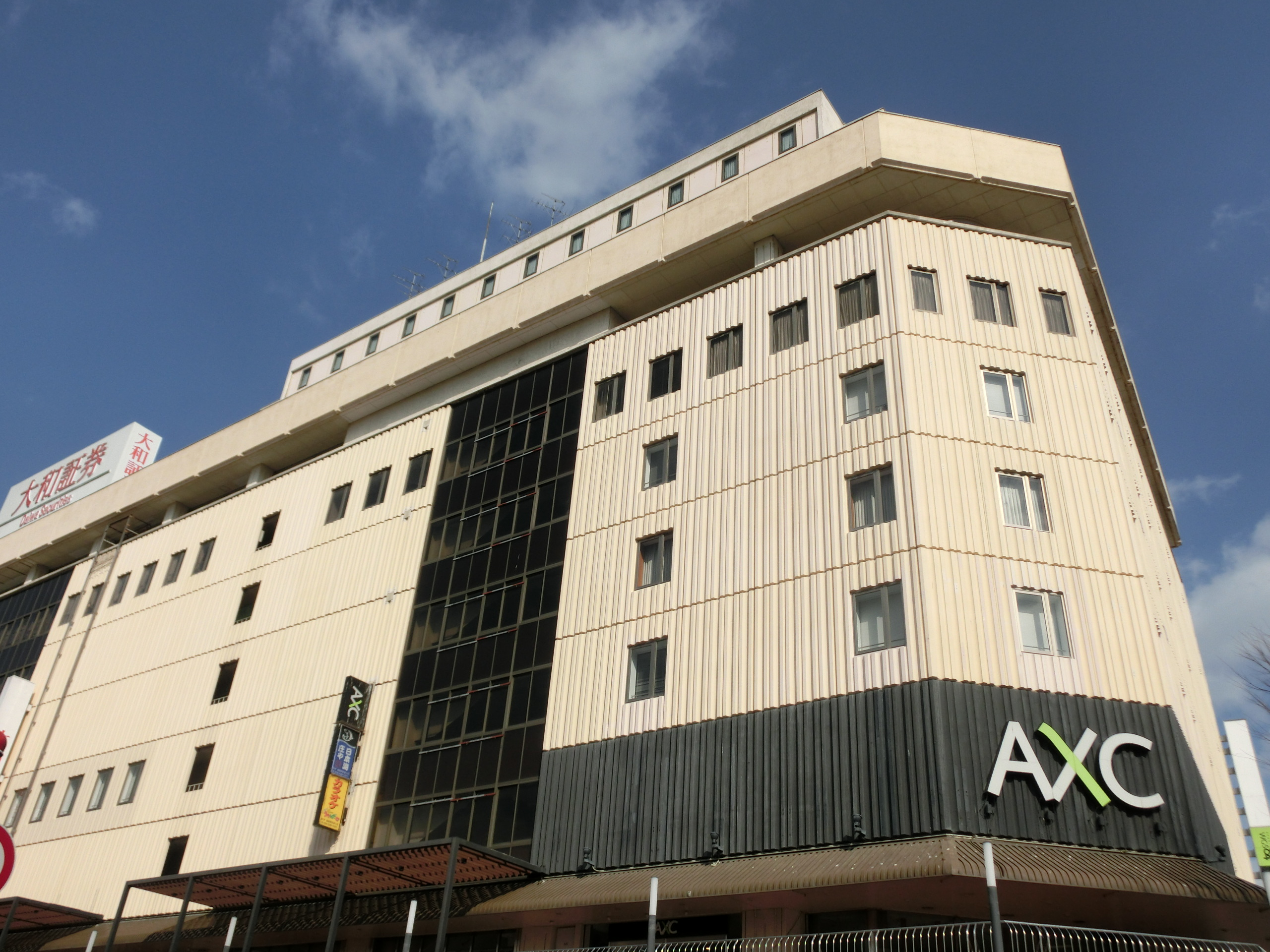
福島復興再生総局が置かれているAXCビル

福島復興再生総局（ふくしまふっこうさいせいそうきょく）は、東日本大震災および福島第一原子力発電所事故の被災地である福島県における復興を迅速に行うために設置されている政府機関である。

## 概要
復興庁福島復興局、環境省福島地方環境事務所、原子力災害現地対策本部を統括する組織として、福島市の福島復興局内に事務局が置かれている。
2013年1月29日の復興推進会議で設置が決定され、同年2月1日に発足。
総局の長は復興大臣（福島原発事故再生総括担当大臣）が務め、事務局長（内閣官房参与）には初代復興庁事務次官を務めた峰久幸義が就任した。
2014年1月28日、第2代事務局長に第2代復興庁事務次官を務めた中島正弘が就任した。
2016年6月、第3代事務局長に第4代復興庁事務次官を務めた岡本全勝が就任した。
2020年9月、第4代事務局長に第8代復興庁事務次官を務めた末宗徹郎が就任した。
2022年6月、第5代事務局長に第10代復興庁事務次官を務めた開出英之が就任した。

## 所在地
- 〒960-8031 福島県福島市栄町11-25　AXCビル7階